# 六郷町 (山梨県)
六郷町（ろくごうちょう）は、山梨県にあった町である。町名は6か村合併であったことにちなむ。

## 地理
県南西、郡西端部に位地。河内地方の中心にあたり、西の中富町との境には富士川が流れる。

## 歴史
古代には八代郡川合郷に属すると考えられている。岩間牧は平安時代に左大臣藤原頼長が領した牧で、保元元年（1156年）に頼長が保元の乱で敗死すると後白河法皇に没収された。牧から荘園に移行し、建暦3年（1213年）に和田合戦平定に貢献した伊賀氏に与えられ、岩間氏を称する。
近世には八代郡河内領、後に20か村が東河内領岩間組に属した。全村が幕府直轄領から甲府藩領と変遷し、享保9年（1724年）の甲斐一国の幕領化に伴い再び幕領となる。上飯田代官から市川代官支配に変遷し、落合村は延享3年（1746年）に御三卿領田安家領となる。
河内領は耕地に乏しい山間部で、町域でも富士川や山田川、葛籠沢川沿いのわずかな耕地を利用した米麦栽培が行われているほか畑作が盛んで、農間余業として製紙や原料となる楮・三椏の栽培、行商などが行われていた。
岩間には武田氏の伝間宿であった岩間宿があり、近世には甲斐と駿河を結ぶ駿州往還（河内路）の宿となる。岩間宿からは河内路から東河内領を通過する東河内路が分岐していた。また、岩間には河岸も存在し、黒沢河岸・青柳河岸の支配に属していた。

### 沿革
- 1951年（昭和26年）4月1日 - 岩間村・楠甫村・宮原村・葛籠沢村・鴨狩津向村・落居村が合併して六郷村が発足。
- 1954年（昭和29年）4月1日 - 六郷村が町制施行して六郷町となる。
- 2005年（平成17年）10月1日 - 市川大門町・三珠町と合併して市川三郷町が発足。同日六郷町廃止。

## 産業
山間部で耕地が少なく農業生産力が低いため、印章や足袋などの地場産業が発達した。印章は明治初期の県令藤村紫朗による殖産興業政策として水晶加工を奨励し、研磨技術を応用して発展した産業であり、全国の生産高のうちおよそ半分を占めることもあった。足袋生産は岩間村で農閑期の副業としてはじめられ、岩間足袋は陸軍御用に命じられ明治後期に盛んで、靴下の普及により衰退するまで続いた。

## 文化財
落居にある浄善寺の鰐口は県指定有形文化財。山田の神楽獅子は県指定無形民俗文化財。

## 印鑑
明治のはじめ、山梨の水晶と、水晶加工技術の振興とともに、六郷の印鑑産業の歴史がはじまった。
山梨の主要産業として水晶の印章に着目した行商人が全国を渡り歩き、印鑑の重要性、重宝さ、生活の必需品であることを説き、販路を開拓してきたことが繁栄のきっかけとなる。その中で、印鑑彫刻の技術の習得にも長い年月を要したが、六郷には幾多の修行を経て卓越した技を習得した技術者が数多く生まれた。
後に六郷の印鑑の生産高は、山梨県における生産量の70％、全国生産の50％を占める伝統工芸品となった。

## 観光
六郷町の位置する峡南地域は、もともとが職人・商人の主体の地域であったため、観光面においては特質すべき点は数少ない。
しかし、観光面での以下の地域は隠れスポットとして、ある種名所化している。
- 富士見ふれあいの森公園 … 春秋の観光シーズン等には家族づれで賑わう。
- 寺所の千本桜 … 3月下旬から4月上旬にかけて咲く桜（ソメイヨシノ）は、満開時には花見客を楽しませている。
- つむぎの湯 … 平成15年11月にオープンした温泉入浴施設であり、周辺観光施設の立ち寄り湯として、愛用されている。特に静岡県方面からの観光・旅行での利用者が数多い。施設紹介サイト「山梨の日帰り温泉－つむぎの湯」によると、もともと町民の健康増進や地域交流の場として建設された施設であったが、開館後は県内ばかりか県外からも訪れる観光施設のひとつとなっている。

2005年10月1日、隣接する市川大門町および三珠町と対等合併し、市川三郷町となった。

## 交通

### 鉄道
東海旅客鉄道
- 身延線：落居駅 - 甲斐岩間駅

## 出身有名人
- 津向文吉 - 江戸時代後期の博徒。鴨狩津向村出身。